# Домьянич, Драгутин
Драгутин Домьянич (хорв. Dragutin Domjanić; 12 сентября 1875, Адамовец — 7 июня 1933, Загреб) — хорватский поэт.
Домьянич родился в Крчах, деревне в окрестностях города Свети-Иван-Зелина. Окончив юридический факультет, он работал судьёй в Загребе и советником при бане. Домьянич также был членом Югославской академии наук и искусств, президентом Матицы хорватской (1921—1926) и президентом югославского ПЕН-клуба. В борьбе между «старыми» и «молодыми» в движении хорватского модернизма он встал на сторону «молодых». Его поэзии были присущи такие мотивы, как духовная любовь, очарование особняков знати, дворянство прошедших времён. Как поэт Домьянич опасался жестокости своего времени, оплакивал вымирание мира, не верил в новые идеи.
Привязанность Домьянича к прошлому отображает его обращение к родному наречию — кайкавскому. Наиболее известным произведением поэта является кайкавский сборник стихов «Kipci i popevke», а также стихотворения «Fala» and «Popevke sam slagal», положенные на музыку Влахо Палетака. Хорватский композитор Ивана Ланг подобным же образом положила на музыку несколько стихотворений Домьянича. Его лирическое выражение, идиллическое и сентиментальное, изобилует как живописностью, так и музыкальностью. Домьянич стал первым писателем в хорватской литературе, достигшим полной и художественно зрелой мелодичности и ритмичности хорватского кайкавского выражения.

## Некоторые работы
- Pjesme (1909)
- Kipci i popevke (1917)
- V suncu i senci (1927)
- Po dragomu kraju (1933)